# Lucrècia de Mèrida
Lucrècia o Leocrícia de Mèrida (Mèrida, Hispània, últim quart del segle II - ca. 304) fou una jove cristiana, morta màrtir durant les persecucions romanes. És venerada com a santa per l'Església catòlica. Segons el Martyrologium Usuardi, anterior al 877, és una màrtir diferent de Lucrècia de Còrdova, companya d'Eulogi de Còrdova i màrtir.
Segons aquesta font, la més antiga conservada i de la que beuen la resta de fonts, i el Martyrologium Romanum, va patir martiri a Mèrida durant la persecució de Dioclecià, sota "Daciano praeside", el llegendari prefecte Dacià, aproximadament al 304. Va ésser molt venerada a la ciutat, on hi havia una basílica cap al segle vi, que no s'ha pogut localitzar: és possible que fos al recinte de l'alcassaba àrab, o a l'actual ermita de Nuestra Señora de Loreto, que ja existia en aquell moment. El culte a la santa es va difondre per la regió de Braga, constant en llibres d'algunes parròquies. Amb la conquesta musulmana, el culte desapareix i, en restablir-se després, ja no té la mateixa força.